# Donaustauf
Donaustauf – gmina targowa w Niemczech, w kraju związkowym Bawaria, w rejencji Górny Palatynat, w regionie Ratyzbona, w powiecie Ratyzbona, siedziba wspólnoty administracyjnej Donaustauf. Leży około 5 km na wschód od Ratyzbony, nad Dunajem, przy drodze B8.

## Zabytki i atrakcje
- Walhalla (mauzoleum)
- Kościół pw. św. Salwatora (St. Salvator)
- ruiny zamku
- wieża chińska